# Melanija Mikeš
Melanija Mikeš (Novi Sad, 31. jul 1924 — Novi Sad, 1. februar 2007) jugoslovenska je i srpska lingvistkinja. Proučavala je procese usvajanja jezika kod višejezične dece i učenje stranih jezika. Značaјno je doprinela razvoju psiholingvističkih i sociolingvističkih proučavanja razvoja govora, dvojezičnosti i višejezičnosti. Radila je kao redovna profesorka na Institutu za hungarologiju na Filozofskom fakultetu Univerziteta u Novom Sadu do dolaska u penziju 1989, ali se istraživanjima dvojezičnosti bavila sve do kraja svog života.

## Obrazovanje
Melanija Mikeš je rođena 31. jula 1924. u Novom Sadu. Pohađala je osnovnu školu i gimnaziju u Novom Sadu. Tu uči mađarski jezik, a privatno francuski i engleski. Studirala je na Filozofskom fakultetu Univerziteta u Zagrebu na tropredmetnoj filološkoj grupi za engleski jezik i književnost, francuski jezik i književnost i nemački jezik i jugoslovensku književnost. Za diplomski rad iz engleske književnosti i za seminarski rad iz francuske stilistike dobila je nagradu kao jednа od najboljih studentkinja prof. Petra Skoka. Posle diplomiranja 1951. godine provodila je školsku 1951/52. godinu na fakultetu u Ženevi, slušala jednosemestralni seminar francuskog jezika i dobila Certificat d΄ études françaises. Na Filozofskom fakultetu Univerziteta u Novom Sadu 1965. branila je doktorat pod nazivom Glasovni razvoj govora dvojezične dece.
Umrla je 1. januara 2007. u rodnom gradu.

## Profesionalna karijera
Melanija Mikeš je predavala nemački i engleski jezik od 1952. do 1957. u gimnaziji u Senti, od 1957. do 1961. u Gimnaziji „Branko Radičević” u Sremskim Karlovcima, a od 1961. do 1969. u Srednjoškolskom medicinskom centru u Novom Sadu.
Na Institu za hungarologiju Filozofskog fakulteta u Novom Sadu (kasnije Institutu za mađarski jezik, književnost i hungarološka istraživanja Filozofskog fakulteta u Novom Sadu) zaposlila se 1969. i tu je radila sve do odlaska u penziju 1989. godine. Najpre je stekla zvanje naučne saradnice, pa naučne savetnice, a potom i redovne profesorice.
Bila je predsednica Društva za primenjenu lingvistiku Jugoslavije od njegovog osnivanja 1973. godine.
Godine 2000, izabrana je za člana Evropske akademije nauka i umetnosti sa sedištem u Salcburgu.

## Naučnoistraživački i pedagoški rad
Melanija Mikeš je svoj stručni i naučnoistraživački rad u početku usredsredila na proces učenja stranih jezika i na usvajanje jezika. Sistematski je pratila i registrovala govor svoje dece koja u porodici istovremeno usvajaju srpskohrvatski i mađarski jezik. Polazeći od literature o dečjem govoru, ispitivala je razvoj glasova, gramatičkih kategorija, sintaksičkih struktura i leksike u govoru svoje dvojezične dece, a kasnije i svoje dvojezične i trojezične unučadi.
Takođe se bavila kontrastivnim istraživanjima mađarskog i srpskohrvatskog jezika, opštim teorijskim i metodološkim pitanjima kontrastivne lingvistike i primeni kontrastivne analize u nastavi jezika i obučavanju prevodilaca, kao i psiho i sociolingvističkim istraživanjima dvojezičnosti i višejezičnosti. Od 1971. do 1975. rukovodi istraživanjima dečjeg govora u Institutu za lingvistiku Filozofskog fakulteta u Novom Sadu. Projekat „Istraživanja savremenog mađarskog jezika i mađarsko-srpskohrvatske dvojezičnosti” vodila je od 1974. do 1983. Takođe je uređivala seriju Kontrastivna gramatika srpskohrvatskog i mađarskog jezika, objavljenu u šest svezaka na srpskohrvatskom i mađarskom jezicima. Pritom je sarađivala sa stručnjacima za oba jezika. Na postdiplomskim studijama 1979/80. i 1981/82. držala je kurs kontrastivne gramatike srpskohrvatskog i mađarskog jezika. Bila je mentorka u izradi više magistarskih radova, pomagala je mladim naučnim radnicima i okupljala mnoge saradnike u naučnim istraživanjima. Imala je mnoge radovi u koautorstvu.
Sa Prosvetno-pedagoškim zavodom u Subotici i sa Centrom za usavršavanje nastavnika Pokrajinskog zavoda za unapređenje opšteg i stručnog obrazovanja u okviru nastave stranih jezika sarađivala je od 1962.u rešavanju teorijskih i praktičnih problema učenja jezika u predškolskim ustanovama.
Kao predsednica Društva za primenjenu lingvistiku Jugoslavije od njegovog osnivanja sarađivala je sa stručnjacima za jezik u obrazovnim i naučnim institutima u svim većim jugoslovenskim centrima, što je doprininelo radu Društva.
Ѕvoj naučnoistraživačku delatnost Melanija Mikeš nastavila je i nakon odlaska u penziju. Usmerila se na dalja psiholingvistička i sociolingvistička ispitivanja različitih aspekata rane dvojezičnosti i višejezičnosti i na organizovanje dvojezičnog vaspitanja i obrazovanja predškolske i školske dece. U tom periodu su nastale i neke od njenih najznačajnijih knjiga posvećenih problemu dvojezičnosti.
U saradnji sa Pedagoškim zavodom Vojvodine kreirala je program „Razvijanje i negovanje maternjeg i nematernjeg jezika i interkulturalnosti kod dece u Vojvodini” i rukovodila je njegovom realizacijom, višestruko se angažujući u radu sa vaspitačima u dečjim vrtićima i osnovnim školama u Novom Sadu i mnogim drugim vojvođanskim mestima. U okviru ovog projekta objavila je sa saradnicima pet priručnika na srpskohrvatskom, mađarskom, slovačkom, rusinskom i rumunskom jeziku. Ovi priručnici predstavljaju sažetak njenog proučavanja dečjeg govora, višejezičnosti i dvojezičnosti i objedinjuju teoriju i praksu.

## Bibliografija (izbor)
- Čuvari jezika. Priručnik za rad sa predškolskom decom na jezicima nacionalnih manjina. Beograd: Zavod za udžbenike i nastavna sredstva. 1996.
- Dete u višejezičnoj zajednici. U: Ka jeziku mira (ed. B. Jakšić). Beograd: Forum za etničke odnose. 1996.
- Jezički snobizam i dalje buja. Jezik danas 10. Novi Sad: Matica srpska. 1999.
- Kad su granice samo tarabe: istraživanja višejezičnosti u Vojvodini. Novi Sad: Jugoslovensko društvo za primenjenu lingvistiku, Futura publikacije. 2001.
- Közvélemény-kutatás a magyar nyelvről és használatáról. Tanulmányok (Különszám): 11. Élőnyelvi Konferencia. Az Újvidéki Egyetem Bölcsészettudományi Karának Magyar Tanszéke. Novi Sad: Filozofski fakultet. (koautorstvo: Jutka Bálizs). Mali jezikoslovci. 2001.
- Razvijanje komunikativnih veština na nematernjem jeziku. Priručnik za prosvetne radnike u predškolskim ustanovama i osnovnim školama. Novi Sad: Futura publikacije. 2003.
- Játsszunk, énekeljünk magyarul!: tevékenységek nem magyar anyanyelvű gyermekek részére: pedagógusok kézikönyve. Szabadka: Magyarságkutató Tudományos Társaság (koautorstvo: Jutka Bálizs), 2004.
- Mali jezikoslovci se igraju i pevaju: razvijanje komunikativnih veština na nematernjem jeziku: priručnik za prosvetne radnike u predškolskim ustanovama. Novi Sad: Pedagoški zavod Vojvodine. 2005.
- Уплїв сербского язика на морфосинтаксичну структуру руского язика. Шветлосц. Рок 43, ч. 4. Нови Сад: Руске слово. (koautorstvo: Julijan Ramač), 2005.
- Program i metodička uputstva za nastavu srpskog kao nematernjeg jezika u prvom i drugom razredu osnovne škole u odeljenjima sa nastavom na maternjem jeziku nacionalnih manjina. Novi Sad: Pedagoški zavod Vojvodine, 2006.
- Mali jezikoslovci su krenuli u školu: priručnik za srpski kao nematernji jezik: za prvi i drugi razred osnovne škole primenom komunikativno iskustvenog metoda. Novi Sad: Pedagoški zavod Vojvodine, 2008. (koautorstvo: Jutka Baliž, Klara Čeh, Ibolja Farkaš, Elvira Homolja, Valerija Juhas, Lenka Erdelj, Danijela Stanojević)
- Mali jezikoslovci u vrtiću: razvijanje komunikativnih veština na nematernjem jeziku. Novi Sad: Pedagoški zavod Vojvodine, 2008.